# Eparquia de Belthangady
A Eparquia de Belthangady (Latim: Eparchia Belthangadiensis) é uma eparquia pertencente a Igreja Católica Siro-Malabar com rito Siro-Malabar. Está localizada no município de Beltangadi, no estado de Carnataca, pertencente a Arquieparquia de Thalassery na Índia. Foi fundada em 24 de abril de 1999 pelo Papa João Paulo II. Com uma população católica de 21.160 habitantes, sendo 0,6% da população total, possui 65 paróquias com dados de 2020.

## História
Em 24 de abril de 1999 o Papa João Paulo II cria a Eparquia de Belthangady através do território da Arquieparquia de Tellicherry. Desde sua fundação em 1999 pertence a Igreja Católica Siro-Malabar, com rito Siro-Malabar.

## Lista de eparcas
A seguir uma lista de eparcas desde a criação da eparquia em 1999.
|                        | Nome                   | Período                | Notas                  |
| Eparcas de Belthangady | Eparcas de Belthangady | Eparcas de Belthangady | Eparcas de Belthangady |
| ---------------------- | ---------------------- | ---------------------- | ---------------------- |
| 1º                     | Lourenço, Belthangady  | 1999 - atual           |                        |